# علامة ديستوت
علامة ديستوت (بالإنجليزية: Destot's sign)‏ هي علامة طبية يظهر فيها ورم دموي سطحي فوقَ رباط أصل الفخذ في المغبن وفوق الصفن أو العجان أو أعلى الفخذ، كما أنها من الممكن أن تحدث لدى الأشخاص المُصابين بكسر حوضي.